# Sfântu Gheorghe (Covasna)
Sfântu Gheorghe (Hongaars: Sepsiszentgyörgy, Duits: Sankt Georgen) is de hoofdstad van de provincie Covasna, die in het centrum van Roemenië ligt en onderdeel is van het Szeklerland. In 2020 heeft de stad 63.659 inwoners.
De aan de Olt gelegen stad ligt in een dal tussen de Baraolt- en de Boduc-bergen.
De stad had tijdens de laatste Roemeense volkstelling van 2011 54.312 inwoners, waarvan de meesten (77%) van Hongaarse afkomst zijn. Daarnaast vormen de Roemenen 22% van de bevolking. Er wonen ook 5000 Roma in de stad.

## Geschiedenis
Sfântu Gheorghe is een van de oudste steden van Transsylvanië en werd voor het eerst vermeld in 1332. De naam komt van de heilige van de lokale kerk, Sint-Joris. De Hongaarse naam Sepsiszentgyörgy is terug te leiden naar Sebes, (Sepsi betekent: van Sebes afkomstig). Deze stad was de eerdere woonplaats van de Szeklers die daarna de stad op de huidige plek stichtten.
De stad is het economische en bestuurlijke centrum van de Hongaarse regio Háromszék (nu de provincies Covasna en deels Brașov). In de tweede helft van de 19e eeuw kreeg Sfântu Gheorghe een textiel- en een sigarettenfabriek. Sfântu Gheorghe is de belangrijkste stad voor de Szeklers in het zuiden van de regio Szeklerland; in de stad bevindt zich het nationale museum van de Szeklers. Verder worden er twee grote jaarmarkten georganiseerd in de stad.

## Demografie
Populatie
- 1977: 40.804
- 1992: 68.359
- 2002: 61.543
- 2004: 61.900
- 2011: 54.312 (77% behoort tot de Hongaarse minderheid in Roemenië)

### Geschiedenis van de bevolkingssamenstelling
| Jaar | Hongaren | Roemenen | Duitsers | Joden | Roma |
| ---- | -------- | -------- | -------- | ----- | ---- |
| 1850 | 89,8     | 0,5      | 1,4      | 5,7   | 2,6  |
| 1880 | 97,4     | 0,6      | 1,1      |       |      |
| 1890 | 96,7     | 0,7      | 1,6      |       |      |
| 1900 | 98,1     | 0,7      | 1,0      |       |      |
| 1910 | 96,5     | 1,2      | 1,8      |       |      |
| 1920 | 83,5     | 11,9     | 1,8      | 2,5   |      |
| 1930 | 77,3     | 18,7     | 1,9      | 1,0   |      |
| 1941 | 96,8     | 0,6      | 1,2      | 0,2   | 0,9  |
| 1956 | 85,7     | 12,9     | 0,6      | 0,4   | 0,2  |
| 1966 | 85,4     | 12,3     | 0,4      | 0,1   | 1,6  |
| 1977 | 82,9     | 14,6     | 0,4      | 0,1   | 1,9  |
| 1992 | 74,3     | 23,9     | 0,2      | 0,0   | 1,3  |
| 2002 | 74,5     | 23,4     | 0,2      | 0,0   | 1,5  |
| 2011 | 76,9     | 21,9     | 0,2      |       | 0,8  |

## Verkeer en verbindingen
De stad is gelegen aan de Europese weg E578 (weg nr. 12) en weg nr. 13E) met verbindingen naar het noorde, zuiden en oosten. Er zijn op de langere termijn plannen voor de bouw van een autosnelweg; de A13 die de verbinding moet gaan vormen tussen Sibiu, Brasov en Bacau.
Even ten westen van de stad Brasov ligt de Luchthaven Brasov, deze is op 15 juni 2023 in gebruik genomen en is de eerste nieuwe luchthaven in Roemenië in 50 jaar tijd.

## Media

### Kranten
In de stad verschijnen twee regionale dagbladen, Háromszék en Székelyhon, beide in de Hongaarse taal.

### Radio en TV
Het regionale publieke radiostation is Radio Tirgu Mures (Roemeenstalig) en Marosvásárhelyi Rádió (Hongaarstalig). Verder zijn er een aantal commerciële zenders; Sepsi Rádió, Friss FM en Rádió GaGa.

## Bekende mensen geboren in Sfântu Georghe
- Annamari Dancs, Hongaarse pop- en operette-zangeres, 11 maart 1981